# ラストニュース
『ラストニュース』は、原作：猪瀬直樹、作画：弘兼憲史による日本の漫画。初出は小学館の『ビッグコミックオリジナル』1991年9月20日号から1995年7月20日号まで。単行本は小学館ビッグコミックスから全10巻（1992年7月に第1巻、最終第10巻は1996年1月）、小学館文庫版は2001年8月から2002年2月にかけて全7巻。

## 概要
在京キー局のCBSテレビで平日の夜11時59分から放送される、わずか11分間のニュース番組『ラストニュース』。基本的には直近の話題のニュースの中から1テーマを取り上げ深く背景を掘り下げていく番組である。しかし業界のタブーとされる話題に鋭く切り込んだり、他の放送局や時には同じCBSテレビの他のニュース番組をも出し抜いてスクープを連発することも多く、業界内では異端児扱いされている。そんな『ラストニュース』の舞台裏の様子を中心に、様々な犯罪の裏に隠された真相や、時に日本の政財界の闇に迫ったりしていく。
作品の中盤以降では当時の郵政省による放送行政の抱える問題や、いわゆる天下り問題や『報道の自由』のあり方についても取り上げるようになったほか、終盤ではスポンサーの撤退から『ラストニュース』を打ち切られたプロデューサーの日野が、新たにCS放送でニュース専門放送局『TOKYO 24TV』を立ち上げ、地上波テレビ局の持つ様々なしがらみから離れた立場で報道に取り組んでいく様子を描いた。
明言はされていないが、弘兼憲史作の他の漫画（『課長島耕作』、『加治隆介の議』など）と世界観を共有しているようで、登場人物の台詞の中にそれを示唆する言葉が登場することがある（国際会議を取材するスタッフが、出席者を見て「あれが初芝電産の中沢社長だ」と語るなど）。

## 主な登場人物
日野湧介
事実上の主人公。CBSテレビの社員で『ラストニュース』のプロデューサー。かつては学生運動の闘士だった過去を持つ。一方で部下の扱いは荒く、典型的な「行動右翼、心情左翼」とでも言うべき存在。作品終盤ではCBSテレビを離れ、新たにニュース専門局『TOKYO 24TV』を立ち上げ、自らもキャスターを務めるようになった。
山口エリ
『ラストニュース』のメインキャスター。容姿の美しさから、作中でも同じCBSテレビの他のニュース番組や他局からしょっちゅう引き抜きの話が来ていたが、日野個人に惚れていることと『ラストニュース』の報道姿勢に共感しているという点からそれらの話を全て断り、番組終了まで『ラストニュース』一筋を貫いた。
吉岡
CBSテレビの新入社員。入社早々『ラストニュース』に配属され、日野の部下としてさまざまな雑用をこなす。作中においてはコメディリリーフ要員扱いされることが多い。
ボブ・ミラー
アメリカのニュース専門局・UNNの社長。日本上陸を計画しており、その中核として山口エリを始めとする『ラストニュース』スタッフの引抜を画策するが、最終的に日野の激しい巻き返しに遭いその計画は頓挫した。ただそれをきっかけに日野と親交を結んでおり、『TOKYO 24TV』開局に当たって陰ながらの支援を行ったりしている。
関谷進
CBSテレビの専務取締役。元々は郵政省の官僚で「次期事務次官候補」と目されるほどの人物だったが、なぜか自ら身を引きCBSテレビに天下りした。元々郵政省では放送行政を担当しており、CBSテレビに移ってからも後輩官僚がしばしばアドバイスを求めに来るなど、放送業界に精通している。登場回数は決して多くないが、『報道の自由』特集を組むことになった際に日野やスタッフに様々なアドバイスをしているほか、『ラストニュース』打ち切りで行き場のなくなった日野にニュース専門局の立ち上げを薦めるなど、要所要所で重要な示唆を与えている。
梶木
日野の古くからの親友。現在は永田町でいわゆる裏情報を集めたミニコミ誌を発行している。仕事柄政治がらみの様々な噂を聞くことが多く、日野にとっての重要な情報源。